# Nanzheng Xian (ort i Kina, Shaanxi, lat 33,01, long 106,93)
Nanzheng Xian är en ort i Kina. Den ligger i provinsen Shaanxi, i den nordvästra delen av landet, omkring 230 kilometer sydväst om provinshuvudstaden Xi'an. Antalet invånare är 471 634. Befolkningen består av 232 153 kvinnor och 239 481 män. Barn under 15 år utgör 16,0 %, vuxna 15-64 år 72 %, och äldre över 65 år 11,0 %.
Runt Nanzheng Xian är det ganska tätbefolkat, med 166 invånare per kvadratkilometer. Närmaste större samhälle är Hanzhongshi, 11,2 km nordost om Nanzheng Xian. I omgivningarna runt Nanzheng Xian växer i huvudsak blandskog.
Genomsnittlig årsnederbörd är 1 225 millimeter. Den regnigaste månaden är juli, med i genomsnitt 292 mm nederbörd, och den torraste är december, med 2 mm nederbörd.